# Proskynese

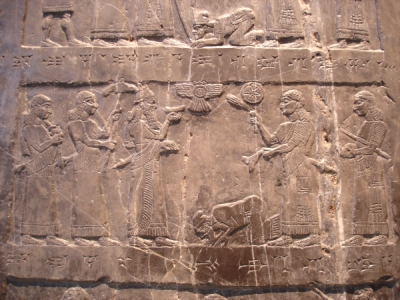
Jehus fußfällige Unterwerfung vor Salmanassar

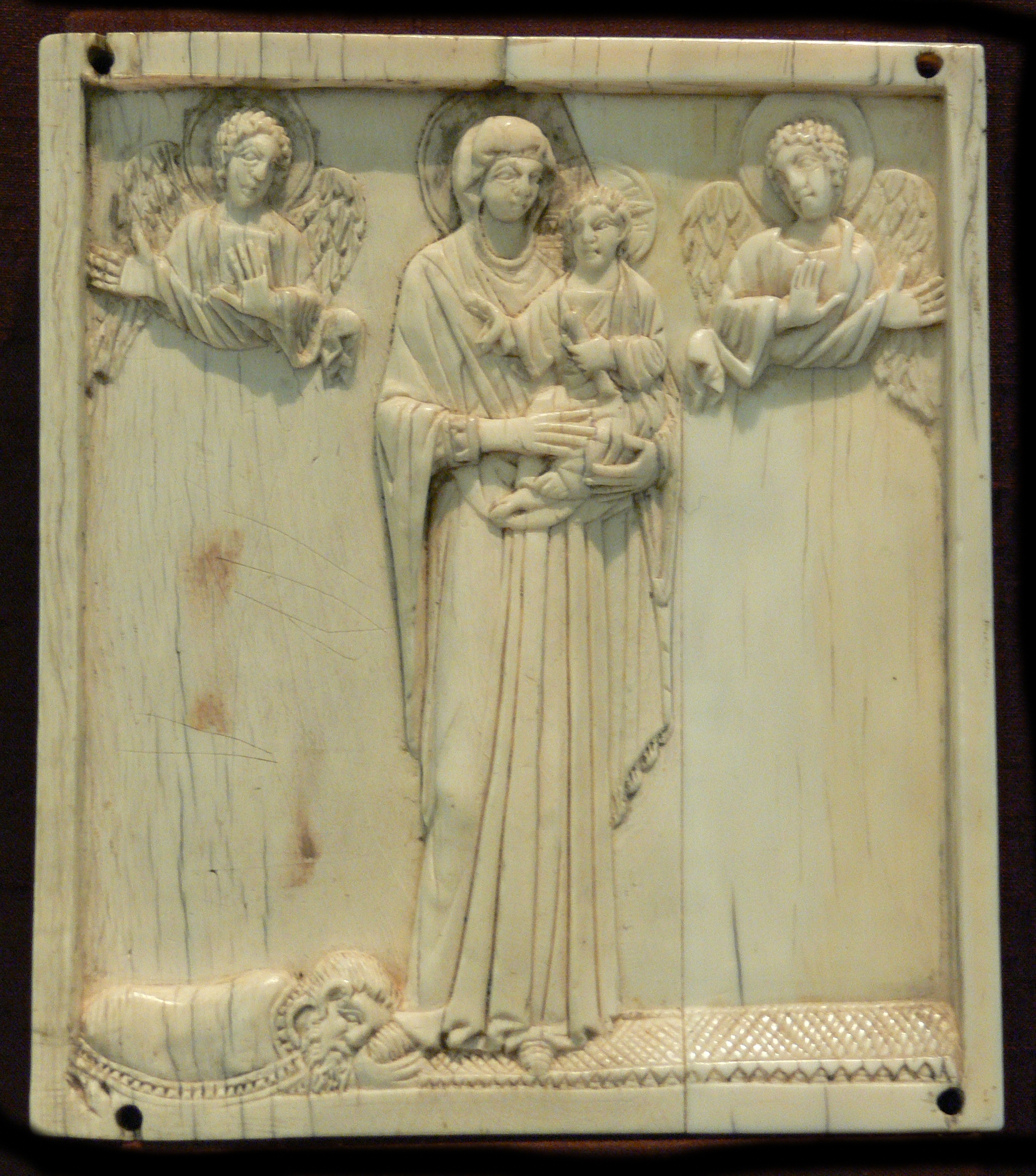
Byzantinisches Elfenbeinrelief des 10. Jahrhunderts; links unten ein Stifter, der sich in der byzantinischen Form der Proskynese der Gottesmutter zu Boden wirft (Bayerisches Nationalmuseum München)

Der Ausdruck Proskynese (altgriechisch προσκύνησις proskýnēsis „Kuss auf etwas zu“) oder Adōrātĭo (latinisiert adoratio) bezeichnet die vor allem in den Reichen des Alten Orients geübte Geste der Anbetung, Ehrerbietung und Unterwerfung.
Die Proskynese beinhaltete oft, dass sich der Untertan dem Herrscher zu Füßen warf, das heißt mindestens auf die Knie ging und den Kopf zu Boden neigte, manchmal auch sich mit dem Gesicht nach unten flach auf den Boden legte (Prostration). Er legte die Hand beziehungsweise Finger zum Kuss auf den Mund und streckte diese dann in Richtung auf die zu verehrende Götter- oder Herrschergestalt aus. In der Bibel ist die Proskynese eine bekannte kultische Geste.
In der Forschung wird Proskynese vielfach als Synonym von „Fußfall“ benutzt, doch ist diese Gleichsetzung zumindest für die Frühzeit problematisch: Vieles deutet darauf hin, dass mit „Proskynese“ ursprünglich keineswegs immer ein Fußfall verbunden war, sondern dass diese Ehrenbezeugung im Alten Orient (und teils auch in Rom) auch in Form einer knappen Verneigung nebst Luftkuss erfolgen konnte. Viele Gelehrte glauben heute, der Fußfall sei zunächst nur von bestimmten Personenkreisen verlangt worden und erst später regelmäßig Teil der Proskynese geworden.

## Geschichte
Im alten Perserreich war die Proskynese bzw. Prostration weit verbreitet. Die Verweigerung der Proskynese vor Haman, einem Minister des Königs Ahasveros, durch Mordechai ist eines der zentralen Themen im Buch Ester im Alten Testament der Bibel. Alexander der Große soll diesen Brauch aus Persien übernommen oder geduldet haben und im Frühjahr 327 v. Chr. vergeblich versucht haben, ihn als verbindliches Element des Hofzeremoniells vorzuschreiben. Dabei übernahm er die persische Sitte, nicht nur den Göttern, sondern auch dem (nicht als Gott betrachteten) Großkönig auf diese Weise zu huldigen (laut Arrian tat er dies explizit in der Absicht, göttliche Ehren zu beanspruchen). Alexanders griechische und makedonische Soldaten scheint dieser Gestus irritiert zu haben: Im klassischen Griechenland und in Rom war er Menschen gegenüber unüblich, bis er (spätestens) unter Kaiser Diokletian (284–305) als adoratio purpurae („Verehrung des [kaiserlichen] Purpurs“) eingeführt wurde. Im Oströmischen und Byzantinischen Reich gehörte die Proskynese bzw. adoratio dann zum gängigen Hofzeremoniell; dabei war spätestens seit Justinian I. (527–565) mit Sicherheit stets ein regelrechter Fußfall (Prostratio) gemeint.

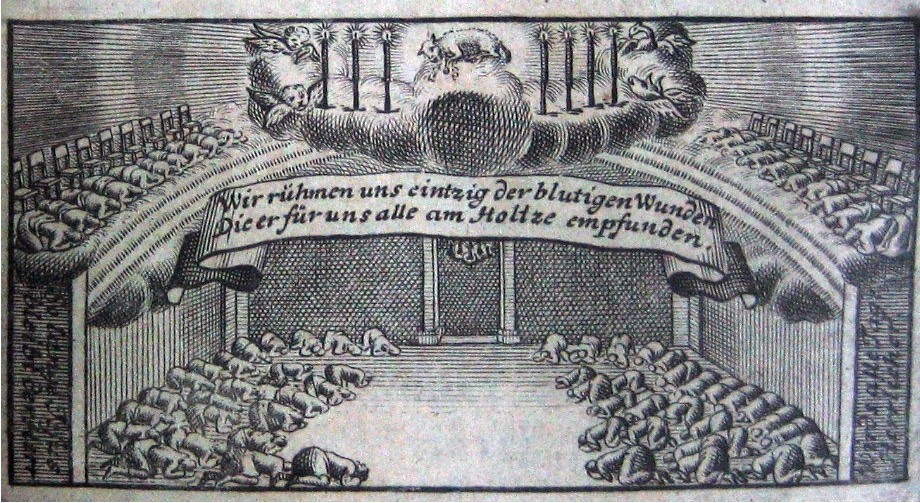
Herrnhuter fallen nieder zum Gebet. Titelkupfer: Christliches Gesangbuch der evangelischen Brüder Gemeinen 1735

In der orthodoxen und katholischen Theologie bezeichnet Proskynese diejenige einfache Verehrung, die man auch Heiligen, Ikonen etc. zukommen lassen darf, im Gegensatz zur Latreia (Anbetung), die nur dem dreifaltigen Gott zusteht.
In der katholischen Kirche, die viele Elemente des spätantiken Hofzeremoniells übernahm, hat sich die Proskynese als Prostratio unter anderem in der Karfreitagsliturgie und in der Liturgie der Priesterweihe erhalten. Zu Beginn der Karfreitagsliturgie werfen sich der Priester und die Konzelebranten vor dem vollkommen leeren Altar nieder. In gleicher Weise tun dies Weihekandidaten während der Allerheiligenlitanei ihres Weihegottesdienstes. Seit den Reformen des Zweiten Vatikanischen Konzils nicht mehr gebräuchlich ist der Fußkuss des päpstlichen Pontifikalschuhs, der seit dem Mittelalter bei Huldigungen, Obödienzakten und Audienzen zum päpstlichen Zeremoniell gehört hatte.
In den Ostkirchen ist Proskynesis der Name eines der drei großen Kreuzesfeste.
Die Proskynese lebt heute noch im muslimischen Sudschūd fort, der Niederwerfung während des Gebets (Salāt).